# No. 5 Commando
No. 5 Commando je bil Commando Oboroženih sil Združenega kraljestva.

## Zgodovina
Enota je bila ustanovljena leta 1940 in je večino vojne delovala na Daljnem Vzhodu. 
Nekateri pripadniki enote so bili izbrani za sodelovanje v operaciji Kočija.

## Sestava
1943
- Štab
- 1 Troop

- Section

- Subsection (podčastnik, 13 vojakov)
- Subsection (podčastnik, 13 vojakov)

- Section

- Subsection (podčastnik, 13 vojakov)
- Subsection (podčastnik, 13 vojakov)

- 2 Troop

- Section

- Subsection (podčastnik, 13 vojakov)
- Subsection (podčastnik, 13 vojakov)

- Section

- Subsection (podčastnik, 13 vojakov)
- Subsection (podčastnik, 13 vojakov)

- 3 Troop

- Section

- Subsection (podčastnik, 13 vojakov)
- Subsection (podčastnik, 13 vojakov)

- Section

- Subsection (podčastnik, 13 vojakov)
- Subsection (podčastnik, 13 vojakov)

- 4 Troop

- Section

- Subsection (podčastnik, 13 vojakov)
- Subsection (podčastnik, 13 vojakov)

- Section

- Subsection (podčastnik, 13 vojakov)
- Subsection (podčastnik, 13 vojakov)

- 5 Troop

- Section

- Subsection (podčastnik, 13 vojakov)
- Subsection (podčastnik, 13 vojakov)

- Section

- Subsection (podčastnik, 13 vojakov)
- Subsection (podčastnik, 13 vojakov)

- Heavy Weapons Troop

- 3-inch Mortar Section
- Medium Machine Gun Section